# Alfred Windischgrätz
Alfred Windischgrätz, Alfred Windischgraetz (niem. Alfred Candidus Ferdinand Fürst zu Windisch-Graetz, Graf zu Egloffs und Siggen) (ur. 11 maja 1787 w Brukseli, zm. 21 marca 1862 w Wiedniu) – marszałek polny Armii Cesarstwa Austriackiego.

## Życiorys
Od 1804 służył w austriackiej armii. 9 grudnia 1826 został mianowany na stopień generała majora, a 30 marca 1833 na stopień marszałka polnego porucznika. W 1832 był brygadierem, a od następnego roku dywizjonerem w Czechach z siedzibą w Pradze. W 1848 stłumił powstanie w Pradze, w czasie którego jego żona padła ofiarą zbłąkanej kuli. Wprowadził stan wojenny na terenie ziem Korony Czeskiej. Następnie został wezwany do Wiednia celem  stłumienia tamtejszej rewolucji. 
17 października 1848 został mianowany na stopień marszałka polnego i wyznaczony dowódcą wojsk działających przeciwko węgierskim powstańcom. Na jego rozkaz został rozstrzelany polski powstaniec, ks. Edward Jełowicki. 5 stycznia 1849 zajął z rąk powstańców Budapeszt, który następnie okupował, później pobił ich nad Cisą. Z powstańcami dowodzonymi przez Henryka Dembińskiego stoczył nierozstrzygniętą bitwę pod Kápolną. Po niepowodzeniach został odwołany 12 kwietnia 1849.

## Odznaczenia
Odznaczenia feldmarszałka Windischgrätza to między innymi:
- Order Złotego Runa
- Krzyż Wielki Orderu Marii Teresy
- Krzyż Wielki Orderu Świętego Stefana
- Kawaler Wielkiego Krzyża Honoru i Dewocji w Posłuszeństwie (Zakon Maltański)
- Order Świętego Andrzeja w brylantach (Imperium Rosyjskie)
- Order Świętego Aleksandra Newskiego w brylantach (Imperium Rosyjskie)
- Order Świętego Włodzimierza III klasy (Imperium Rosyjskie)
- Order Świętego Jerzego IV klasy (Imperium Rosyjskie)
- Broń Złota „Za Waleczność” (Imperium Rosyjskie)
- Order Orła Czarnego (Prusy)
- Order Orła Czerwonego I klasy (Prusy)
- Order Świętego Huberta (Bawaria)
- Krzyż Wielki Orderu Świętego Jerzego (Hanower)
- Krzyż Wielki Orderu Gwelfów (Hanower)
- Krzyż Wielki Orderu Domowego i Zasługi Księcia Piotra Fryderyka Ludwika (Oldenburg)
- Krzyż Wielki Orderu Świętych Maurycego i Łazarza (Włochy)
- Wielka Wstęga Świętego Konstantyńskiego Orderu Wojskowego Świętego Jerzego (Parma)
- Krzyż Wielki Orderu Świętego Jerzego (Parma)
- Krzyż Wielki Orderu Świętego Stefana (Toskania)